# Candlestick
Candlestick és una pel·lícula britànica de 2014 protagonitzada per Andrew Fitch, Isla Ure, Nigel Thomas i Tom Knight. Va ser dirigit per Christopher Presswell i es va estrenar als Estats Units l'11 d'abril de 2015.

## Argument
Una trobada d'amics es veu sacsejada fins als seus fonaments quan un d'ells, Jack, acusa l'esposa del seu millor amic de ser-li infidel. Tanmateix, a mesura que comencen a entrecreuar-se acusacions, aviat sorgeixen intencions més sinistres de les que poden estar en joc.

## Repartiment
- Andrew Fitch - Jack
- Isla Ure - Vera
- Nigel Thomas - Frank
- Tom Knight - Major Burns
- Dan March - Inspector Marcus Evans

## Producció
La pel·lícula es va rodar a Londres el novembre de 2012. Presswell ha citat el treball d'Alfred Hitchcock, en particular La soga i Crim perfecte, com a influència en la pel·lícula.

## Estrena
Candlestick va fer el seu debut al Regne Unit el 8 d'octubre de 2014 al Festival de Cinema d'Aberdeen, amb més projeccions del festival a IndieCork, South African Horrorfest i el Festival Internacional de Cinema de Bratislava.
El novembre de 2014, Candlestick va obrir el 30 dies. Festival de cinema fantàstic a Andorra, i va ser una de les primeres pel·lícules en llengua no xinesa mostrades a l'Europe China Image Film Festival.
El gener de 2015, la companyia va anunciar que la pel·lícula s'estrenaria als Estats Units l'11 d'abril d'aquell any i s'estrenaria en VOD, DVD i Blu-ray.

## Recepció
Després de l'estrena irlandesa de la pel·lícula, NextProjection va qualificar la pel·lícula com una "sucosa passejada d'un conte" i va dir que "com una 'canibalització' de Raymond Chandler, Candlestick pot alimentar-se d'allò familiar, però és l'esport amb el qual escup torna a sortir que el fa sentir tan fresc".
La pel·lícula va guanyar tres premis al 30 dies. Festival de cinema fantàstic a Andorra: millor guió (Forgács W. András i Christopher Presswell); millor banda sonora original (Jonathan Armandary); i millor actor, comparatit amb Andrew Fitch, Isla Ure, Nigel Thomas i Tom Knight.
La pel·lícula va rebre una menció pel seu guió a l'Overlook: CinemAvvenire Film Festival 2014 a Roma.

## Publicitat
El 19 de novembre de 2015, es va publicar una publicació titulada "Així és com s'entreguen les pel·lícules al vostre teatre local" que conté imatges del disc dur DCP de la pel·lícula es va fer viral, va arribar al lloc número 1 a Reddit i va aplegar l'atenció generalitzada a les xarxes socials.